# Ryesgade (København)
 For alternative betydninger, se Ryesgade. (Se også artikler, som begynder med Ryesgade)
Ryesgade er en flere km lang gade, der begynder på Nørrebro og fortsætter ind på Østerbro, parallelt med Blegdamsvej og Søerne, indtil den ender som en sidegade til Østerbrogade.
Kvarteret omkring Ryesgade opstod i 1870'erne og 1880'erne. I gadenavnene var det på daværende tidspunkt vigtigt at hædre militærpersoner fra Danmarks to seneste krige, Treårskrigen i 1848-1850, samt krigen 1864. Ryesgade er således opkaldt efter general Olaf Rye (1791-1849), der i 1849 førte de danske tropper op gennem Jylland og fra Helgenæs lavede en dristig udskibning af tropperne, der satte dem i land i Fredericia. Rye faldt selv i udfaldet fra Fredericia den 6. juli 1849 og ligger i dag begravet under et vældigt monument på Garnisons Kirkegård lidt længere inde ad Østerbrogade. Til samme gadenavnegruppe hører Hedemannsgade, Helgesensgade, Irmingersgade, Kroghsgade, Lundingsgade, Læssøesgade, Schleppegrellsgade og Trepkasgade.
Kvarteret var, da det blev opført, meget frit, åbent og naturskønt, men spekulationsbyggeri forvandlede på få år de nye kvarter til noget af det værste slum i København. Ryesgade blev en ”arbejdergade” med sine mange korridorlejligheder og 1-2-værelseslejligheder. I en periode var gaden den tættest befolkede gade i hele København.
Hele Østerbro er groft sagt fra perioden mellem 1880 og 1910. Den er dermed yngre end andre bydele, som fx Nørrebro og Vesterbro, der er fra 1870’erne og 1880’erne. Hermed nød Østerbro fordel af den bedre byggekvalitet, der var følgen af en ny byggelov fra 1889.
Den slumagtige tilstand, der kom til at præge Ryesgade, havde således sin årsag i, at gaden så at sige blev udbygget for tidligt.
Ryesgade har tidligere været kendt for sine mange marskandisere: I 1980’erne kunne man tælle ca. 20 i gaden, og der er endnu enkelte tilbage.
Østerbro-delen af Ryesgade er visuelt spraglet og farvestrålende. Der er beboelse i fem etager i forskellige farver, og små butikker, samt en stor tankstation.

## Nævneværdige bygninger i gaden
- Nr. 3: Nørrebro Bryghus

- Nr. 48: Her lå den gamle Stivelsesfabrik, som den såkaldte Ryesgadeforening engang ønskede at gøre til Arbejdermuseum, men som i stedet blev overtaget af TV2.

- Nr. 50: Travcaféen. Allerede i 50’erne lå her en kaffebar.

- Nr. 51-55: Her lå maskinfabrikken Nielsen & Winther. Anlægget er fra 1916 ved Frederik Wagner og anvendes i dag af Udlændingestyrelsen.

- Nr. 53: Her lå tidligere Udlændingeservice.

- Nr. 58: Her lå det berømte BZ'erhus, der i 3½ år i 1980'erne var besat. Det blev indtaget 1. juni 1983. Pludselig en morgen den 22. september 1986 var bz’erne forduftet, netop som politiet skulle rømme huset.

- Nr. 63-65: Huset BZ'es 4. december 1985 og ryddes 11. februar 1986.

- Nr. 68: Fredens Kirke med højt slankt tårn med ur. Her ligger International Christian Community. Kirken er fra 1899, tårnet fra 1906 af Martin Nyrop.

- Nr. 82: Bemærk resterne af et gammelt gavlmaleri. Teksten ”Mælk det er dejligt” kan stadig anes. I 50’erne lå der et mejeri på adressen, men det vides ikke om der er nogen sammenhæng.

På hjørnet af Irmingersgade og Ryesgade er der en plade: ”Her faldt vor kammerat Svend Rothenberg Frederiksen 2.5.1945.” Der er en lille hylde, hvor man kan tænde lys og hænge blomster. Tavlen markerer at modstandsmanden Svend Erik Albert Rothenberg Frederiksen (1927-1945), blev dræbt på stedet.
- Nr. 101: Den tidligere Ryesgades Skole fra 1883 til 1989 opført af Københavns Kommune i 1881 af Hans J. Holm.

- Nr. 104: Gadenummeret betegner bagindgangen til Soldenfeldts Stiftelse for ældre kvinder. Den fredede bygning er fint og rigt udsmykket, men ligger med forsiden ud til Sortedams Dossering. Den præsentable bygning er opført 1895 af arkitekt H.B. Storck.

- Nr. 105B: Nazaret Kirke, opført 1902-1904 ved Victor Nyebølle og tidelt Eckersberg Medaillen. Nazaret Kirke er en del af Fredens-Nazaret Sogn med med Fredens Kirke.

- Nr. 106: Her etablerede Lars von Trier og Peter Aalbæk Jensen i 1990'erne filmproduktionsselskabet Zentropa i en gammel fabriksbygning. Her lå også den oprindelige Ryesgade Skole fra 1881 til 1887.

- Nr. 107: Har siden 1950'erne huset Anonyme Alkoholikeres første mødelokale i Danmark.

- Nr. 110: Her er der bevaret en gammel villa fra 1896 inde i gården, der ligger med udsigt ud over søen.

- Nr. 115: Hotel Rye. Her lå tidligere ”Nazaret Menighedssamfund, Hjem for gamle”, der ejede hele bygningen.

- Nr. 119: Fotografernes Hus. Har været det i mindst 60 år.

- Nr. 120: Sortedamsskolen.

- Nr. 125: På facaden er der en rest fra et gammel malet facadeskilt, hvor telefonnummeret på butikken endnu er synligt: Telefonnummeret er ”ØBRO 3727”.